# 米歇尔·比巴尔
米歇尔·比巴尔（法語：Michel Bibard，1958年11月30日—），法国男子足球运动员，司职后卫。他曾代表法国国家队参加1984年夏季奥林匹克运动会足球比赛，获得一枚金牌。